# Prisma apeirogonal
En geometría, un prisma apeirogonal o prisma infinito es una representación del límite de la familia de los prismas; se puede considerar como un poliedro infinito o un teselado del plano.
Si los cuadriláteros son cuadrados, es un teselado uniforme.

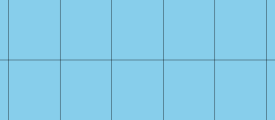
Su poliedro conjugado es una bipirámide apeirogonal

## Teselados y poliedros relacionados
El teselado apeirogonal es el límite al infinito de la familia de prismas t{2, p } o p .4.4, conforme p tiende a infinito, por lo que el prisma en un teselado euclidiano.
Una alternanción puede crear un antiprisma apeirogonal compuesto por tres triángulos y un apeirógono en cada vértice.
De la misma manera que con los poliedros uniformes y los teselados uniformes, ocho teselados uniformes se pueden basar en el teselado apeirogonal regular. Las formas rectificadas y canteladas están repetidas, y como el doble de infinito es  infinito, las formas truncadas y omnitruncadas también están repetidas, reduciéndose así a cuatro el número de formas únicas: el teselado apeirogonal, el hosoedro apeirogonal, el prisma apeirogonal y el antiprisma apeirogonal.